# Tetragnatha laminalis
Tetragnatha laminalis är en spindelart som beskrevs av Embrik Strand 1907. Tetragnatha laminalis ingår i släktet sträckkäkspindlar, och familjen käkspindlar. Inga underarter finns listade i Catalogue of Life.